# تمامیت و نامتناهی
تمامیت و نامتناهی: جستاری در باب برون‌بودگی (به فرانسوی: Totalité et Infini: essai sur l'extériorité‎) کتابی است دربارهٔ اخلاق اثر فیلسوف امانوئل لویناس که در سال ۱۹۶۱ منتشر شد. این اثر بسیار تحت‌تأثیر پدیدارشناسی است و یکی از مهم‌ترین آثار لویناس به‌حساب می‌آید.

## خلاصه

### دیگری
لویناس این تز را مطرح می‌کند که تمام اخلاقیات از رویارویی با دیگری ناشی می‌شود. این دیگری، که ما به‌طور ملموس با او در تعامل هستیم، دروازه‌ای به سوی «دیگری» انتزاعی‌تر را نشان می‌دهد.
تمایز بین تمامیت و نامتناهی، جهان محدود را که دیگری را به‌عنوان یک بدن مادی در بر می‌گیرد، از یک جهان معنوی جدا می‌کند. سوژه‌ها با گشودن خود به دیگری بودن دیگری به این دنیای معنوی یعنی نامتناهی دسترسی پیدا می‌کنند. مثلا:
نزدیک شدن به دیگری در گفتگو، به منزله استقبال از بیان اوست که در آن در هر لحظه ایده‌ای که فکری از خود دور می‌کند سرازیر می‌شود؛ بنابراین دریافت از دیگری فراتر از ظرفیت من است، که دقیقاً به‌معنای داشتن ایده نامتناهی است. (ص ۵۱)

### حضور
لویناس تأکید زیادی بر حضور فیزیکی در ملاقات با دیگری دارد. او استدلال می‌کند که تنها یک رویارویی چهره‌به‌چهره اجازه می‌دهد تا ارتباط واقعی با نامتناهی وجود داشته باشد، زیرا این نوع تعامل بی‌وقفه است. کلمات نوشته‌شده و سایر کلمات کافی نیستند زیرا زمانی که آزمودنی باید آن‌ها را درک کرد، گذشته است؛ یعنی: در ثبت کل افتاده‌اند.

### تاریخ
این کتاب حاوی چندین مشاهدات در مورد تاریخ و قضاوت تاریخ است، مانند «قضاوت تاریخ همیشه به‌طور پیش‌فرض بیان می‌شود.»

## بازخورد
تمامیت و نامتناهی کمکی اصیل و قابل‌توجه به دنیای فلسفه، به‌ویژه فلسفه قاره‌ای در نظر گرفته می‌شود. این اثر را می‌توان پاسخی به معلمان لویناس، فیلسوفان ادموند هوسرل و مارتین هایدگر خواند.
دایرةالمعارف فلسفه استنفورد و بریتانیکا هر دو تمامیت و نامتناهی را همراه با غیر از وجود (۱۹۷۴) به‌عنوان یکی از مهم‌ترین آثار لویناس معرفی می‌کنند.
فیلسوف ژاک دریدا در مقاله خود «خشونت و متافیزیک»، تمامیت و نامتناهی را نقد کرد.